# Lolita (termine)

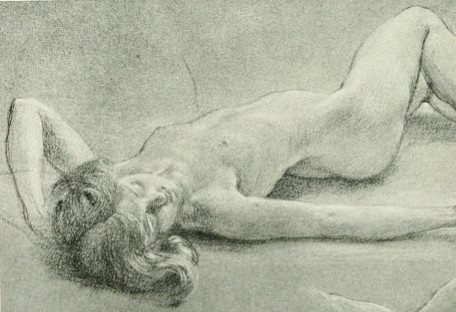
Storm Nymphs, studio per Endimione, di Edward Poynter.

Lolita è un termine usato per indicare una ragazza molto giovane che, con i suoi atteggiamenti sensuali, suscita desideri in uomini adulti.
Nel mondo della pornografia l'epiteto viene utilizzato per fare riferimento alla pornografia minorile, in cui appare una preadolescente quale oggetto del desiderio.

## Lolita

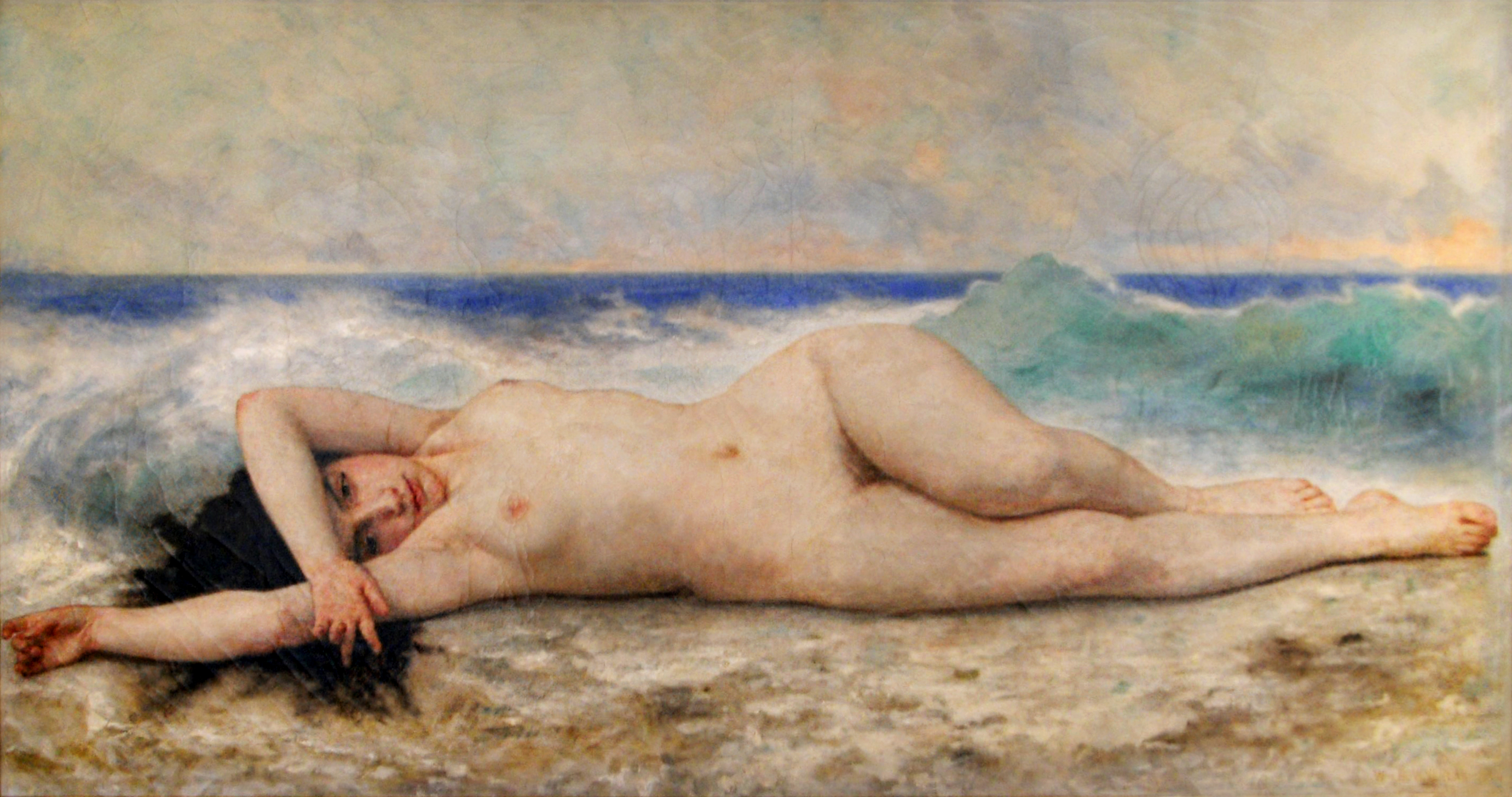
Ocean Nymph (1904), di William-Adolphe Bouguereau.

Il termine acquista notorietà con il romanzo Lolita dello scrittore russo Vladimir Nabokov, in cui è il soprannome che il protagonista, il professore quarantenne Humbert, dà alla dodicenne Dolores (nome che rimanda alla Madonna Addolorata), di cui s'è invaghito e che trasformerà nella sua amante. È bene precisare che nel romanzo, Lolita è una bambina vittima del patrigno pedofilo. Questo approccio è stato più volte ribadito da Nabokov.
L'interpretazione attuale del termine invece, deriva dall'omonima trasposizione cinematografica di Stanley Kubrick, in cui il lato pedofilo di Humbert Humbert è stato occultato. Una lolita può abbigliarsi e truccarsi in modo tale da sedurre uomini anche molto più anziani di lei; un individuo che sviluppa un'ossessione sessuale per questo tipo di ragazze è indicato come avente un "complesso di Lolita".
Immagini anche solo vagamente erotiche che rappresentano minori sono state considerate opere d'arte, ad esempio nel campo della fotografia contemporanea (vedi David Hamilton e Jacques Bourboulon), o in certi quadri del pittore ottocentesco William-Adolphe Bouguereau, tuttavia oggigiorno queste rappresentazioni sono sempre più criticate. La rappresentazione artistica esplicita della nudità di minorenni è generalmente ritenuto un tema molto controverso e soggetto a polemiche.
Alcune giovani attrici e modelle hanno iniziato la loro carriera interpretando ruoli da lolita, ad esempio Nastassja Kinski, Lara Wendel, Dawn Dunlap e Dominique Swain, ma anche l'attrice pornografica Ashley Blue; nel film L'amante, tratto dal romanzo omonimo di Marguerite Duras, Jane March è una perfetta rappresentante dello stereotipo della lolita.
In Giappone indica una fanciulla innocente e frizzante, non necessariamente associata ad un'idea sessuale. Il termine non va confuso con la sottocultura della Moda Lolita, che si richiama invece all'abbigliamento caratteristico dell'epoca vittoriana inglese ottocentesca, all'età edoardiana del primo Novecento oppure agli stili rococò e barocco.

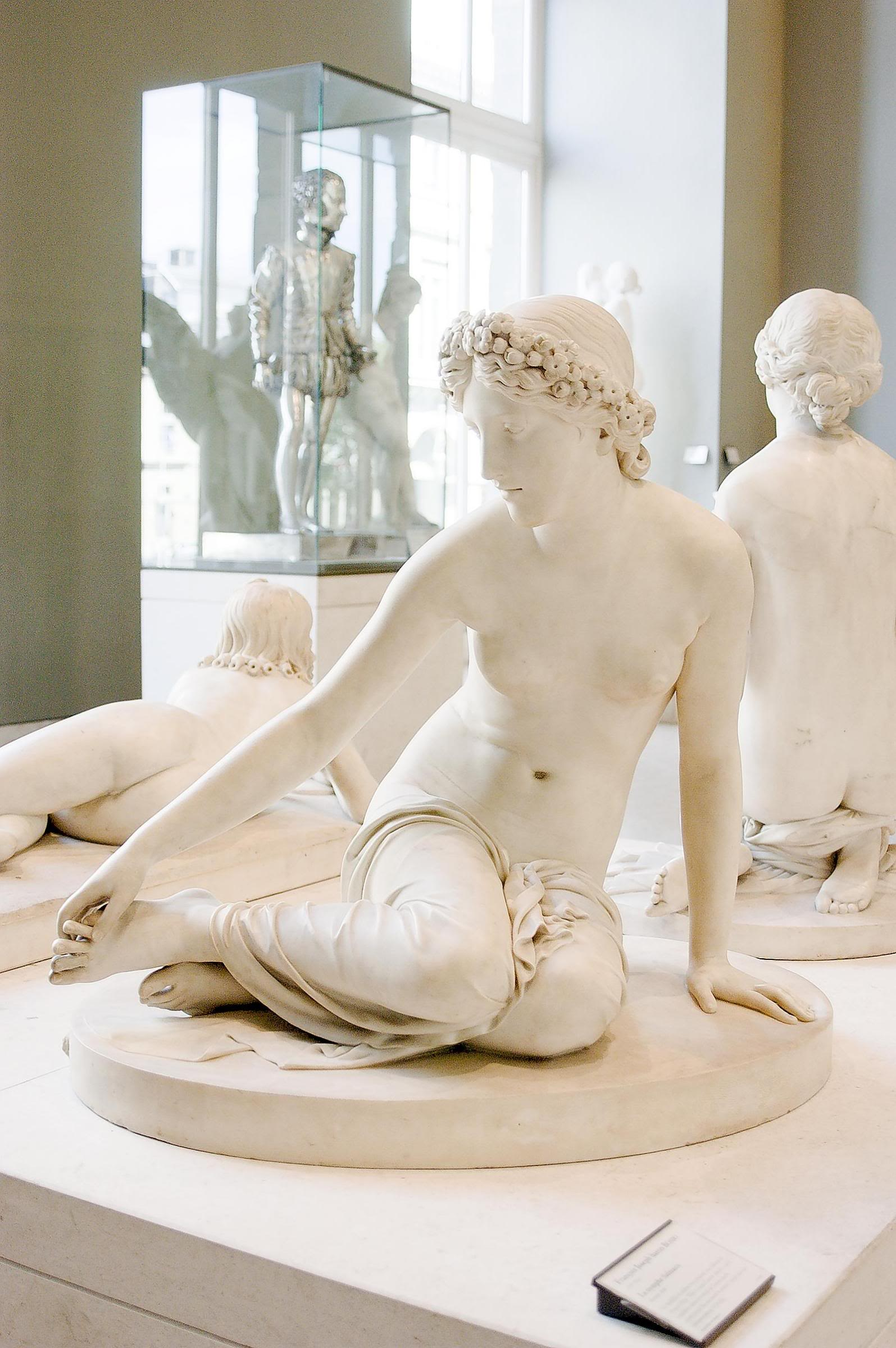
La ninfa Salmace (1828), di François-Joseph Bosio.

## Ninfetta
Un termine ritenuto sinonimo di lolita e presente anch'esso nel romanzo di Nabokov è ninfetta.
Una ninfetta (piccola ninfa) è in origine, come la lolita del libro di Nabokov, una preadolescente (9-14 anni). Il primo uso documentato del termine riportato dal The Century Dictionary è quello di simile ad una ninfa e lo usa il poeta inglese dell'età elisabettiana Michael Drayton nel poema Poly-Olbion nel 1612.

Proprio in Lolita il termine ninfetta viene usato per descrivere in generale le bambine appena uscite dall'età infantile e verso cui il protagonista prova un'autentica ossessione; l'archetipo di ninfetta per il trentasettenne professor Humbert sarà proprio la sua figliastra dodicenne Dolores Haze, "lolita": 

### Al maschile
Nabokov conia anche il termine faunlet ("piccolo fauno") per descrivere la giovane controparte maschile della ninfetta, proprio nello stesso modo in cui i mitologici fauni sono la versione maschile delle ninfe: 
In giapponese, nell'ambito di anime e manga, viene usata la parola shotacon per indicare la fascinazione, anche erotica, provata da certi adulti nei confronti dei ragazzini appena puberi.